# She-Hulk: Die Anwältin
She-Hulk: Die Anwältin (Originaltitel: She-Hulk: Attorney at Law) ist eine US-amerikanische Science-Fiction-Actionserie innerhalb von Phase Vier des Marvel Cinematic Universe (MCU). Die Erstveröffentlichung erfolgte vom 18. August 2022 bis zum 13. Oktober 2022 auf dem Streamingdienst Disney+.

## Produktion
Auf der D23 Expo im August 2019 kündigten die Marvel Studios eine Serie über die Figur Jennifer Walters alias She-Hulk für den Streamingdienst Disney+ an, die als Teil von Phase Vier des Marvel Cinematic Universe positioniert ist. Anfang November 2019 wurde Jessica Gao als Showrunnerin und Hauptautorin der Serie verpflichtet und stellte mit ihrem Autorenteam bis Mai 2020 alle Drehbücher für She-Hulk fertig. Die Serie wird dabei neun rund halbstündige Folgen umfassen. Von der Tonalität her ist She-Hulk zur Hälfte Gerichtsfilm und zur anderen Hälfte Komödie. Als Regisseurinnen sind Kat Coiro und Anu Valia tätig; für die Hauptrolle wurde im September 2020 Tatiana Maslany verpflichtet. Des Weiteren haben Mark Ruffalo und Tim Roth ihre Rollen Hulk und Abomination erneut aufgenommen. Da sich Jennifer Walters als Anwältin vor allem um Fälle im Zusammenhang mit Superhelden kümmere, sind zudem weitere aus dem MCU bekannte Figuren zu sehen. Im Januar 2021 schloss sich Ginger Gonzaga als beste Freundin der Titelfigur der Besetzung an, während im April desselben Jahres die Verpflichtung von Renée Elise Goldsberry bekannt wurde. Daneben wurde im Mai 2022 sowie im Juli selbigen Jahres das Mitwirken von Benedict Wong und Charlie Cox in ihren bekannten Rollen bekannt.
Nachdem ein Drehstart im Juli 2020 aufgrund der COVID-19-Pandemie nicht realisiert werden konnte, sollten die Dreharbeiten im März 2021 starten. Die Aufnahmen begannen schließlich am 10. April in Los Angeles und am 12. April in den Trilith Studios in Atlanta. Als Kameramann fungiert Florian Ballhaus. Von Mai bis August 2022 wurde die Musik in der Synchron Stage Vienna aufgenommen.
Ein erster Trailer zu She-Hulk: Die Anwältin wurde am 17. Mai 2022 veröffentlicht; ein zweiter folgte im Juli 2022 auf der San Diego Comic-Con. Als Starttermin der Serie wurde der 17. August 2022 angekündigt, der später jedoch um einen Tag, den 18. August 2022, verschoben wurde. Nach ihrem Seriendebüt soll She-Hulk auch in zukünftigen MCU-Filmen einen Auftritt haben.

## Besetzung und Synchronisation
Die deutschsprachige Synchronisation entstand bei Interopa Film nach Dialogbüchern von Laura Johae und unter der Dialogregie von Zoë Beck.
| Rollenname                  | Schauspieler            | Hauptrolle (Episoden)      | Nebenrolle (Episoden) | Synchronsprecher                            |
| --------------------------- | ----------------------- | -------------------------- | --------------------- | ------------------------------------------- |
| Jennifer Walters / She-Hulk | Tatiana Maslany         | 1.01–1.09                  |                       | Friederike Walke                            |
| Nikki Ramos                 | Ginger Gonzaga          | 1.01–1.09                  |                       | Magdalena Höfner                            |
| Dr. Bruce Banner / Hulk     | Mark Ruffalo            | 1.01–1.02, 1.09            |                       | Norman Matt                                 |
| Mary MacPherran / Titania   | Jameela Jamil           | 1.01, 1.04–1.06, 1.09      |                       | Jessica Rust                                |
| Augustus „Pug“ Pugliese     | Josh Segarra            | 1.02–1.03, 1.05, 1.08–1.09 |                       | Valentin Stilu                              |
| Emil Blonsky / Abomination  | Tim Roth                | 1.02–1.03, 1.07, 1.09      |                       | Patrick Winczewski                          |
| Morris Walters              | Mark Linn-Baker         | 1.02, 1.04, 1.08–1.09      |                       | Hanns-Jörg Krumpholz                        |
| Elaine Walters              | Tess Malis Kincaid      | 1.02, 1.08–1.09            |                       | Arianne Borbach                             |
| Wong                        | Benedict Wong           | 1.03–1.04, 1.09            |                       | Achim Buch                                  |
| Mallory Book                | Renée Elise Goldsberry  | 1.03, 1.05–1.06, 1.08–1.09 |                       | Jana Kozewa                                 |
| Megan Thee Stallion         | Megan Thee Stallion     | 1.03                       |                       | Elisa Bannat                                |
| Todd Phelps / Hulk Todd     | Jon Bass                | 1.04–1.05, 1.08–1.09       |                       | Oscar Räuker                                |
| Donny Blaze                 | Rhys Coiro              | 1.04                       |                       | Dennis Herrmann                             |
| Luke Jacobson               | Griffin Matthews        | 1.05, 1.08                 |                       | Jan Makino                                  |
| Lulu                        | Patti Harrison          | 1.06                       |                       | Betty Förster                               |
| Matt Murdock / Daredevil    | Charlie Cox             | 1.08–1.09                  |                       | Tim Knauer                                  |
| Holden Holliway             | Steve Coulter           | 1.08                       | 1.01–1.03, 1.05       | Tilmar Kuhn (1.01) Erich Räuker (1.02–1.08) |
| Eugene Patilio / Leap-Frog  | Brandon Stanley         | 1.08                       | 1.05                  | Dirk Petrick                                |
| Dennis Bukowski             | Drew Matthews           | 1.09                       | 1.01–1.03             | Dirk Stollberg                              |
| Cousin Ched                 | Nicholas Cirillo        |                            | 1.02, 1.05–1.06, 1.09 | Jonas Lauenstein                            |
| Tante Melanie               | Candice Rose            |                            | 1.02, 1.09            | Vanessa Wirth                               |
| Onkel Tucker                | Michael H. Cole         |                            | 1.02, 1.09            | Martin Schubach                             |
| Wrecker                     | Nick Gomez              |                            | 1.03, 1.07, 1.09      | Florian Hoffmann                            |
| Runa                        | Peg O’Keef              |                            | 1.03                  | Nina Herting                                |
| Madisynn                    | Patty Guggenheim        |                            | 1.04                  | Rieke Werner                                |
| Hank P. Sanderson           | Mike Benitez            |                            | 1.04                  | Rainer Doering                              |
| Josh Miller                 | Trevor Salter           |                            | 1.06–1.08             | Tino Mewes                                  |
| Craig Hollis / Mr. Immortal | David Pasquesi          |                            | 1.06                  | Bernd Vollbrecht                            |
| Man-Bull                    | Nathan Hurd             |                            | 1.07                  | Nils Nelleßen                               |
| El Águila                   | Joseph Castillo-Midyett |                            | 1.07                  | Abelardo Decamilli                          |
| Skaar                       | Wil Deusner             |                            | 1.09                  | stumm                                       |

## Episodenliste
| Nr. | Deutscher Titel                          | Originaltitel                                     | Erstveröffentlichung USA | Deutschsprachige Erstveröffentlichung (D/A/CH) | Regie     | Drehbuch                                |
| --- | ---------------------------------------- | ------------------------------------------------- | ------------------------ | ---------------------------------------------- | --------- | --------------------------------------- |
| 1 | ’Ne normale Menge an Wut                 | A Normal Amount of Rage                           | 18. Aug. 2022            | 18. Aug. 2022                                  | Kat Coiro | Jessica Gao                             |
| Vor einer Gerichtsverhandlung berichtet die Anwältin Jennifer Walters den Zuschauern von einem Vorfall, bei dem sie und ihr Cousin Bruce Banner vor einigen Monaten durch einen Beinahe-Zusammenstoß mit einem sakaarischen Raumschiff mit ihrem Auto von der Straße gedrängt wurden. Bei dem Versuch, Banner in Sicherheit zu bringen, wird Walters mit seinem Blut kontaminiert, wodurch sie sich ebenfalls in einen Hulk verwandelt. Bruce versucht, ihr im Umgang mit den neuen Fähigkeiten zu helfen, und bringt sie in sein geheimes Labor in Mexiko. Obwohl sie in der Lage ist, Banners Trainingsprogramm und die Kontrolle über ihre Fähigkeiten mühelos zu bewältigen, äußert sie ihren Unmut über Banners Idee, eine Superheldin zu werden und ihr normales Leben aufzugeben. Sie versucht zu gehen, wird aber von Banner aufgehalten, und die beiden geraten in einen Streit, der in einem kurzen Kampf zwischen den beiden Hulks gipfelt. Banner akzeptiert nur widerwillig Walters’ Wunsch, in ihr normales Leben zurückzukehren, und bietet an, dass sie jederzeit vorbeikommen könne. Zurück in der Gegenwart wird die Gerichtsverhandlung, an der Walters als Staatsanwältin beteiligt ist, von der mit Superkräften ausgestatteten Titania unterbrochen. Walters verwandelt sich vor den Augen aller Anwesenden in She-Hulk und besiegt mit Leichtigkeit die Unruhestifterin, die anschließend von den Sicherheitskräften verhaftet wird. |                                          |                                                   |                          |                                                |           |                                         |
| 2 | Supermenschenrecht                       | Superhuman Law                                    | 25. Aug. 2022            | 25. Aug. 2022                                  | Kat Coiro | Jessica Gao                             |
| Nach dem Vorfall mit Titania im Gerichtssaal gerät Walters vermehrt in die Schlagzeilen der Medien, was dazu führt, dass sie von ihrem Vorgesetzten gefeuert wird. Schließlich trifft sie in derselben Bar, in der sie den Zuschauern in Folge eins von ihrem Unfall mit Cousin Bruce berichtet hat, auf Holden Holliway, den Chef der Anwaltskanzlei GLK&H. Die Kanzlei hatte in Walters’ letztem Fall als Staatsanwältin die Gegenseite vertreten. Holliway bietet ihr einen Job in der neu gegründeten Abteilung für Supermenschenrechte an, für die sie als deren Gesicht auftreten soll. An ihrem ersten Arbeitstag wird sie dabei nicht nur von ihrer Freundin Nikki begrüßt, die sie als ihr Rechtsbeistand unterstützt, sondern auch von Augustus „Pug“ Pugliese, einem weiteren Anwalt in der Kanzlei. Bald darauf erklärt Holliway ihr, dass es sich bei ihrem ersten Fall um Emil Blonsky alias Abomination handelt, den sie nun vertreten soll; obwohl Walters beteuert, dass sie aufgrund der Auseinandersetzung Blonskys mit ihrem Cousin und den resultierenden Folgen befangen sei, sieht Holliway kein Problem darin, da der Klient explizit sie angefordert habe. Anschließend besucht Walters Blonsky, der sich in einer speziell gesicherten Zelle im Gefängniskomplex des Department of Damage Control befindet und ihr erklärt, dass er seine Taten mittlerweile bereue und die Regierung für seinen Niedergang verantwortlich sei. Gleichzeitig zeigt er sich verwundert, dass Banner trotz der von ihm verursachten Zerstörung zum Helden erklärt wurde, während man ihn selbst zum Schurken deklariert und verhaftet hatte. Bestärkt durch ein Gespräch mit ihrem Cousin teilt Walters Holliway mit, dass sie sich eine Strategie für ihren Klienten überlegt habe. In diesem Moment wird in den Nachrichten von Blonskys Ausbruch und Auftauchen in einer Kampfarena berichtet. |                                          |                                                   |                          |                                                |           |                                         |
| 3 | Das Volk gegen Emil Blonsky              | The People vs. Emil Blonsky                       | 1. Sept. 2022            | 1. Sept. 2022                                  | Kat Coiro | Francesca Gailes & Jacqueline J. Gailes |
| Während in den Medien weiter über den Ausbruch von Blonsky und Walters berichtet wird, stellt diese ihren Klienten zur Rede, welcher erklärt, er sei vom Obersten Zauberer Wong zum Ausbruch gezwungen worden, jedoch freiwillig in seine Zelle zurückgekehrt. Wong taucht später in der Kanzlei auf und teilt ihr mit, er brauchte Blonsky als Gegner für sein Training zum Obersten Zauberer, erklärt sich jedoch bereit, als Zeuge bei der anstehenden Anhörung zu Blonskys Gunsten auszusagen. Derweil erbittet Walters’ ehemaliger Kollege Dennis Bukowski die Hilfe der Kanzlei, da er von der asgardischen Gestaltwandlerin Runa betrogen wurde, die sich als Megan Thee Stallion ausgab. Beim Prozess wird schließlich zu Gunsten Bukowskis entschieden, wobei er Walters unwissentlich eine Idee liefert, wie Blonsky in das Leben der Gesellschaft zurückkehren kann. Nachdem alle Zeugen gehört wurden, verwandelt sich Blonsky erneut in Abomination, behält jedoch weiterhin die Kontrolle über sich. Schließlich wird er freigelassen, muss als Auflagen jedoch einen Inhibitor tragen und darf sich nicht mehr in Abomination verwandeln. Als Walters sich auf dem Rückweg befindet, wird sie von mehreren Unbekannten mit asgardianischen Arbeitsgeräten abgepasst, kann sie jedoch überwältigen und in die Flucht schlagen; dabei stellt sich heraus, dass die Männer es auf Walters’ Blut abgesehen haben. |                                          |                                                   |                          |                                                |           |                                         |
| 4 | Ist das keine echte Magie?               | Is This Not Real Magic?                           | 8. Sep. 2022             | 8. Sept. 2022                                  | Kat Coiro | Melissa Hunter                          |
| Donny Blaze, ein Magier, der wegen unethischen Gebrauchs seiner Kräfte aus dem Kamar-Taj ausgeschlossen wurde, schickt eine Zuschauerin namens Madisynn in eine andere Dimension, wo sie einen Deal mit einem Dämon eingeht, bevor sie zu Wongs Haus in Kamar-Taj gebracht wird. Wong wendet sich an Walters und bittet sie um Hilfe, um ein Exempel an Blaze zu statuieren, damit Leute wie er die mystischen Künste nicht mehr missbrauchen können, und sie leiten ein Gerichtsverfahren gegen ihn ein. In der Zwischenzeit erstellt Walters ein Profil auf einer Dating-App in der Hoffnung, ihr soziales Leben wiederzubeleben, hat aber wenig Erfolg, bis sie es in ein Profil für She-Hulk ändert. Blaze entfesselt bei einer seiner Shows versehentlich einen Dämonenschwarm. Wong und Walters können mit den Kreaturen fertig werden, und Walters droht Blaze, sich an ihre Unterlassungsanordnung zu halten. Am nächsten Tag erfährt Walters, dass Titania freigelassen wurde und eine Klage gegen sie einreicht, da sie sich den Namen She-Hulk hat schützen lassen. |                                          |                                                   |                          |                                                |           |                                         |
| 5 | Grün, fies, und der Hammer in ’ner Jeans | Mean, Green, and Straight Poured into These Jeans | 15. Sep. 2022            | 15. Sep. 2022                                  | Anu Valia | Dana Schwartz                           |
| Nach Titanias Klage gegen Walters und Jennifers Unzufriedenheit wegen der Verwendung ihres Namens für diverse Kosmetikprodukte durch Titania wendet sich Walters an die Anwältin Mallory Book, die vor Gericht darum bittet, das Markenrecht des Namens She-Hulk auf sie übertragen zu lassen; der Prozess wird zunächst vertagt. Währenddessen bringt Nikki sie zum Modedesigner Luke Jacobson, der einen neuen Anzug herstellen soll. Zurück im Büro trifft Jennifer Todd, mit dem sie ein Date hatte, wodurch sie eine Idee bekommt, mit der sie ihren Prozess gewinnen kann. Anhand ihres Dating-Profils und der Aussagen der Männer, die sie darüber getroffen hatte, kann sie vor Gericht beweisen, dass sie sich mit ihrem Superhelden-Namen identifiziert und ihn nicht nur nutzt, sondern auch schon vor der Anmeldung des Namennschutzes durch Titania nutzte. Somit gewinnt sie den Prozess und in Book eine neue Freundin. Danach begibt sie sich erneut zu Luke, der ihr eine Reihe an Anzügen vorstellt; dabei findet er ein herumliegendes Paket, in welchem sich der Helm von Daredevil befindet. |                                          |                                                   |                          |                                                |           |                                         |
| 6 | Nur Jen                                  | Just Jen                                          | 22. Sep. 2022            | 22. Sep. 2022                                  | Anu Valia | Kara Brown                              |
| Während Walters zu einer Hochzeit eingeladen wird, wo sie wider Erwarten auch Titania begegnet, sind Nikki und Book mit dem Fall von Mr. Immortal beschäftigt. Dieser war nacheinander mit sieben Frauen und einem Mann verheiratet und ging diesen aus dem Weg, indem er Selbstmord beging; nun verlangen erstere eine Entschädigung. Auf der Hochzeit wird Walters schließlich von Titania attackiert und schlägt diese vor der versammelten Gruppe in die Flucht, woraufhin Titania sich missmutig zurückzieht. Nachdem es Nikki und Book gelingt, einen angemessenen Deal für beide Seiten zu vereinbaren, werden sie durch eine der Ehefrauen auf die Seite Intelligencia aufmerksam. Dort entdecken sie mehrere Posts, die über eine Möglichkeit spekulieren, She-Hulk zu töten, wobei der Name HulkKing besonders präsent ist. Ein Unbekannter mit jenem Decknamen schreibt schließlich an ein Labor, ob die nächste Phase bereit sei. |                                          |                                                   |                          |                                                |           |                                         |
| 7 | Das Retreat                              | The Retreat                                       | 29. Sep. 2022            | 29. Sep. 2022                                  | Anu Valia | Zeb Wells                               |
| Nachdem Walters auf der Hochzeit Josh kennengelernt hat, geht sie mit diesem mehrere Male aus, macht sich jedoch Sorgen, als er sie eines Tages nicht zurückruft. Zudem hat Blonskys Inhibitor eine Fehlfunktion, weswegen sie ein Techniker zu Blonskys Retreat begleitet. Obwohl der Defekt schnell behoben wird, muss Walters aufgrund ihres beschädigten Autos bei Blonsky bleiben, wobei sie auch auf Wrecker trifft, der seine Taten bereut. Durch die Gruppe des Retreats lernt sie, She-Hulk und Jen zu vereinen sowie Josh loszulassen. Dieser entpuppt sich in einer Rückblende als ein Handlanger des HulkKings und stiehlt unbemerkt einen Teil ihres Blutes. |                                          |                                                   |                          |                                                |           |                                         |
| 8 | Quak und zack                            | Ribbit and Rip it                                 | 6. Okt. 2022             | 6. Okt. 2022                                   | Kat Coiro | Cody Ziglar                             |
| In der Kanzlei wird Walters von Eugene Patilio alias Leap-Frog aufgesucht, der den Designer Luke Jacobson aufgrund eines angeblich fehlerhaften Superhelden-Anzugs verklagen will. Da Walters sich als Kundin befangen sieht, versucht sie mit Jacobson eine außergerichtliche Einigung zu erzielen, scheitert jedoch. Vor Gericht vertritt sie Patilio, während Jacobson von dem aus Hells Kitchen stammenden Anwalt Matt Murdock vertreten wird, der Walters Klage zur Abweisung bringt. Nachdem sie Murdock in einer Bar trifft sowie ein Treffen mit Todd binnen kurzer Zeit wieder verlässt, wird sie von Patilio angerufen, der sich verfolgt fühlt. In einem Parkhaus kämpft Walters schließlich gegen den Angreifer Daredevil, der sich als Murdock herausstellt und ihr erklärt, Patilio habe Jacobson entführt. Gemeinsam schalten sie die Schläger des Leap-Frog aus und lassen diesen verhaften, ehe sie eine Nacht zusammen verbringen und Murdock nach New York zurückkehrt. Als die Gala zur Auszeichnung der besten Anwälte stattfindet, für die Walters nominiert wurde, wird die Veranstaltung durch eine Botschaft des HulkKings unterbrochen. Weil dieser Walters bloßstellt, verursacht sie wutentbrannt ein Chaos und wird von Scharfschützen des Department of Damage Control ins Visier genommen. |                                          |                                                   |                          |                                                |           |                                         |
| 9 | Wessen Serie ist das nochmal?            | Whose Show is This?                               | 13. Okt. 2022            | 13. Okt. 2022                                  | Kat Coiro | Jessica Gao                             |
| Als Konsequenz nach dem Vorfall auf der Gala sitzt Walters nun im Gefängnis des Department of Damage Control, wird jedoch mit der Auflage freigelassen, dass sie wie Blonsky einen Inhibitor tragen muss. Während sie nun bei ihren Eltern Unterschlupf findet, versuchen Nikki und Pugliese die Hintermänner von Intelligencia aus der Reserve zu locken, wobei sie ein altes Video von Walters nutzen, um deren Aufmerksamkeit zu erhalten. Als Pugliese sich am Treffpunkt unter die Menge mischt, erkennt er nicht nur Todd, der sich als HulkKing zu erkennen gibt, sondern auch Blonsky, der als Abomination einen Vortrag halten soll. Walters erreicht die Veranstaltung ebenfalls unabsichtlich; als sich Todd/HulkKing eine Spritze mit einer grünen Flüssigkeit verabreicht, die ihn ebenfalls zum Hulk macht, tauchen zu allem Überfluss auch noch Banner/Hulk und Titania auf. Durch das Durchbrechen der vierten Wand und der Forderung nach einem besseren Ende seitens Walters bei K.E.V.I.N., der KI, welche in der Serie alle Entscheidungen für das MCU trifft, wird Blonsky zurück ins Gefängnis gebracht, Todd vor Gericht gestellt, ihre Anklage fallen gelassen und Daredevil erscheint als Helfer. Beim anschließenden Essen mit ihrer Familie und Matt Murdock taucht Banner erneut auf, der seinen Sohn Skaar vorstellt. Bevor Walters vor Todds Prozess das Gericht betritt, erklärt sie einem Reporter, dass sie künftig sowohl als Jen Walters, als auch als She-Hulk agieren werde. In einer Mid-Credit-Szene wird Blonsky im Gefängnis von Wong befreit, welcher ihn nun nach Kamar-Taj bringt. |                                          |                                                   |                          |                                                |           |                                         |